# امت/فورلا اوسیس
امت فورلا اوسیس (انگلیسی: Emmett/Furla Oasis) به‌طور جداگانه، یک شرکت تولید و تأمین مالی فیلم و تلویزیون آمریکایی است که توسط راندال امت و جورج فورلا در سال ۱۹۹۸ تأسیس شد. این شرکت به دلیل تأمین مالی و تولید فیلم‌های پایان کشیک، ۲ اسلحه و تنها بازمانده قابل توجه است.